# Borovnica (Słowenia)
Borovnica – wieś w Słowenii, siedziba gminy Borovnica. W 2018 roku liczyła 2558 mieszkańców.